# 東枝縣
東枝縣（緬甸語： Tauñcì hkáyaiñ）為緬甸撣邦下轄的一個縣，其區域面積為24,152.0平方公里，2014年人口1,701,338人。該縣下轄2個鎮區。東枝為東枝縣和撣邦首府。
著名旅遊景點如茵麗湖及茵麗湖濕地野生動物保護區皆坐落於此縣。

## 行政區劃
東枝縣下轄2個鎮區：
- 東枝鎮區（Taunggyi Township）
- 勞索鎮區（Lawksawk Township）